# Ettore Ovazza
Ettore Ovazza (ur. 21 marca 1892 w Turynie, zm. 11 października 1943 w Stresie) – jeden z czołowych ideologów włoskiego faszyzmu w latach 30., bankier i wydawca „La nostra bandiera”.
Był synem żydowskiego asymilanta Ernesto Ovazzy, uczestniczył w I wojnie światowej. Po marszu na Rzym, brał czynny udział w zwalczaniu opozycji i komunistów. Uchodził za nieoficjalnego przedstawiciela żydowskich faszystów we Włoszech, utrzymywał korespondencje z Benito Mussolinim, należał do faszystowskiej partii Włoch.
Był wydawcą „La nostra bandiera”, w którym szerzył propagandę o przynależności Żydów do narodu Włoskiego.
W 1938 r., po wprowadzeniu we Włoszech antyżydowskich ustaw, nie utracił pracy jako zasłużony działacz faszystowski.
Po wybuchu II wojny światowej, na skutek sojuszu włosko-niemieckiego, został usunięty z partii i zmuszony do sprzedaży banku.
Zginął wraz z rodziną, przy granicy ze Szwajcarią, którą pragnął przekroczyć. Aresztowany przez gestapo został zastrzelony wraz z córką i żoną w podziemiach okolicznej szkoły, a jego ciało poćwiartowano i spalono.